# جان هفرنان
جان هفرنان (انگلیسی: John Heffernan؛ زادهٔ ۲۰ ژوئن ۱۹۸۱) بازیگر اهل بریتانیا است. وی از سال ۲۰۰۶ میلادی تاکنون مشغول فعالیت بوده‌است. وی در رویال شکسپیر کامپنی و تئاتر ملی سلطنتی فعالیت هنری داشته‌است.
از فیلم‌ها یا برنامه‌های تلویزیونی که وی در آن نقش داشته‌است، می‌توان به تاج، ۱۴۹۲: فتح بهشت، نظم و قانون، شاه ماهیگیر، احیای مردگان، اقدامات شدید، گلوریا، لوتر، بازرس فویل، غریبه، بدرفتاری، تاج توخالی، اسرار رسمی، نگاه آسمانی، تبعید، دوک، خانه شوم و برگزیت اشاره کرد.